# Комарово (платформа)
Комаро́во — пассажирская платформа Выборгского направления Октябрьской железной дороги. Расположена в одноимённом посёлке на двухпутном участке между платформой Репино и станцией Зеленогорск. Имеются 2 пассажирские платформы, кассовый павильон, однотипный павильонам на соседних платформах Репино и Солнечное. Электрифицирована в 1951 году, в составе участка Санкт-Петербург — Зеленогорск. Реконструирована под скоростное движение в 2000-х годах. На станции имеют остановку все проходящие через неё пригородные электропоезда, кроме поездов повышенной комфортности.
| - Платформа Комарово, 2010 год | - Барельеф академика В. Л. Комарова на здании вокзала |